# Municipio de Ponca (Nebraska)
El municipio de Ponca (en inglés: Ponca Township) es un municipio ubicado en el condado de Dixon en el estado estadounidense de Nebraska. En el año 2010 tenía una población de 341 habitantes y una densidad poblacional de 2,68 personas por km².

## Geografía
El municipio de Ponca se encuentra ubicado en las coordenadas 42°35′2″N 96°43′57″O / 42.58389, -96.73250. Según la Oficina del Censo de los Estados Unidos, el municipio tiene una superficie total de 127.28 km², de la cual 121,13 km² corresponden a tierra firme y (4,84 %) 6,16 km² es agua.

## Demografía
Según el censo de 2010, había 341 personas residiendo en el municipio de Ponca. La densidad de población era de 2,68 hab./km². De los 341 habitantes, el municipio de Ponca estaba compuesto por el 97,95 % blancos, el 1,47 % eran de otras razas y el 0,59 % eran de una mezcla de razas. Del total de la población el 2,05 % eran hispanos o latinos de cualquier raza.